# Ortahisar

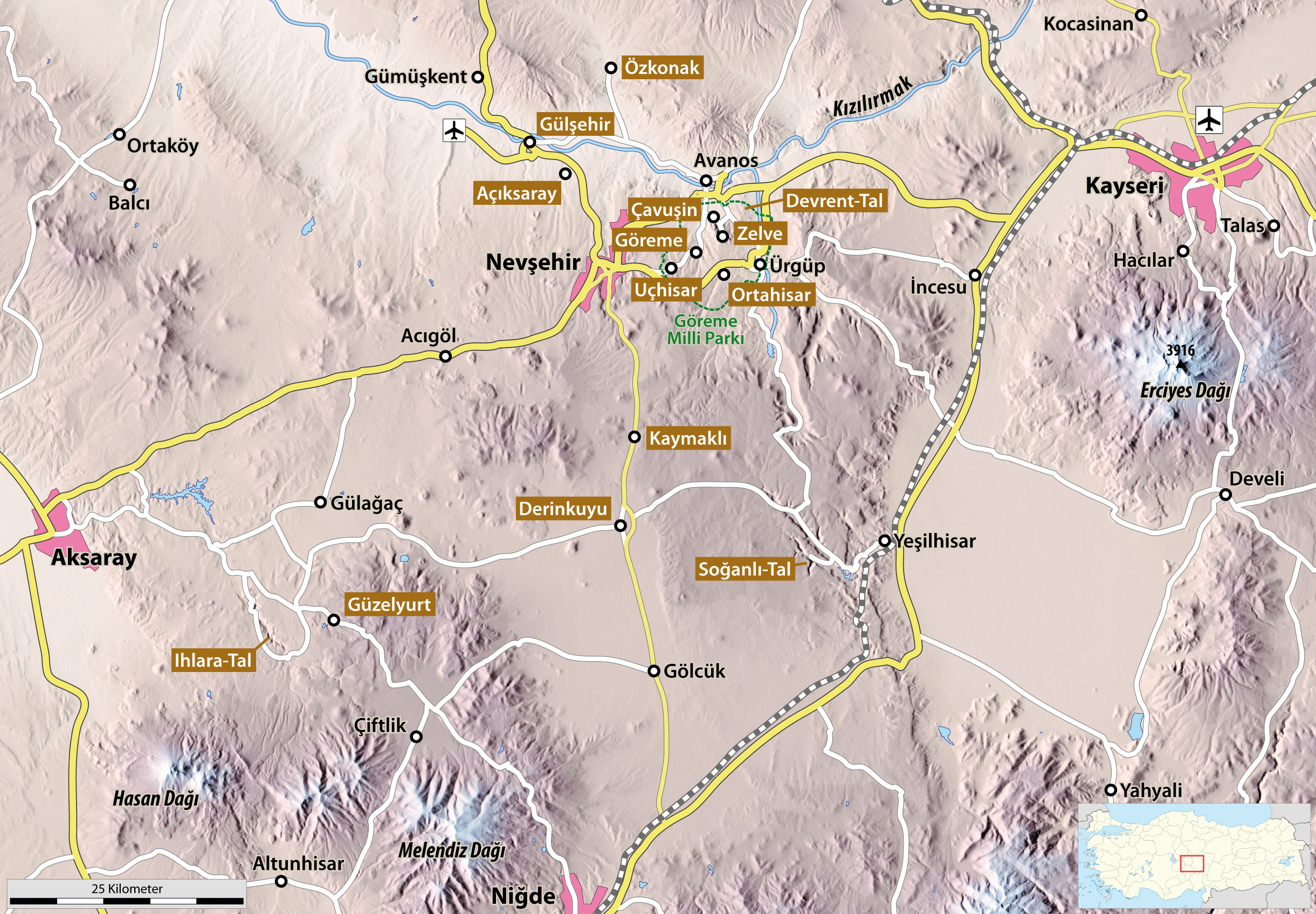
Kaart van de omgeving, met alle bezienswaardigheden.

Ortahisar is een Turkse stad in de provincie Nevşehir. De stad had in 2008 3.478 inwoners, en ligt 20 kilometer ten oosten van de provinciehoofdstad Nevşehir.

## Bezienswaardigheden

### Kasteelrots en kerken
De belangrijkste bezienswaardigheid in Ortahisar is de 90 meter hoge kasteelrots. Deze rots zit vol met de voor de regio Cappadocië typische grotten en gangen, aangelegd door vroegchristelijke gemeentes die deze aanlegden als bescherming tegen aanvallers. In de stad bevindt zich tevens de Cambazlı Kilise (Acrobatenkerk), een koepelkerk met schilderingen uit de dertiende eeuw. Iets buiten de stad staat een rotskegel met de Üzümlü Kilise (druivenkerk) uit de negende eeuw. Het bevat fresco's met druiven vóór en in de apsis een beeld van een tronende Maria met kind.

### Klooster
Ten noordoosten van de stad ligt het kloostercomplex Manastiri Hallaç. Dit klooster bestaat uit een gesloten driezijdige binnenplaats, die opent naar het zuiden. Door sedimentatie is het niveau van de binnenplaats in de loop der tijd met anderhalve meter gestegen, zodat de ingangen van de ruimtes in het klooster nu dieper liggen dan de binnenplaats. Nadat het klooster werd verlaten, heeft de plaatselijke bevolking de deuren en ramen verkleind, om het klooster als duiventil te kunnen gebruiken, voor de felbegeerde vogelpoep, die destijds als meststof werd gebruikt.

## Economie
Ortahisar is tegenwoordig het centrum van de fruitteelt in Cappadocië. De tufsteengrotten van het gebied, die in de zomer en winter zeer koel zijn en niet warmer worden dan een temperatuur van tien graden, worden gebruikt als opslagruimten voor groenten en fruit, en niet uitsluitend voor de producten uit de regio. Uit heel Turkije worden citrusvruchten, aardappelen, appels en uien hiernaartoe gebracht om te worden opgeslagen in de grotten, om later verder te worden verhandeld.

## Foto's

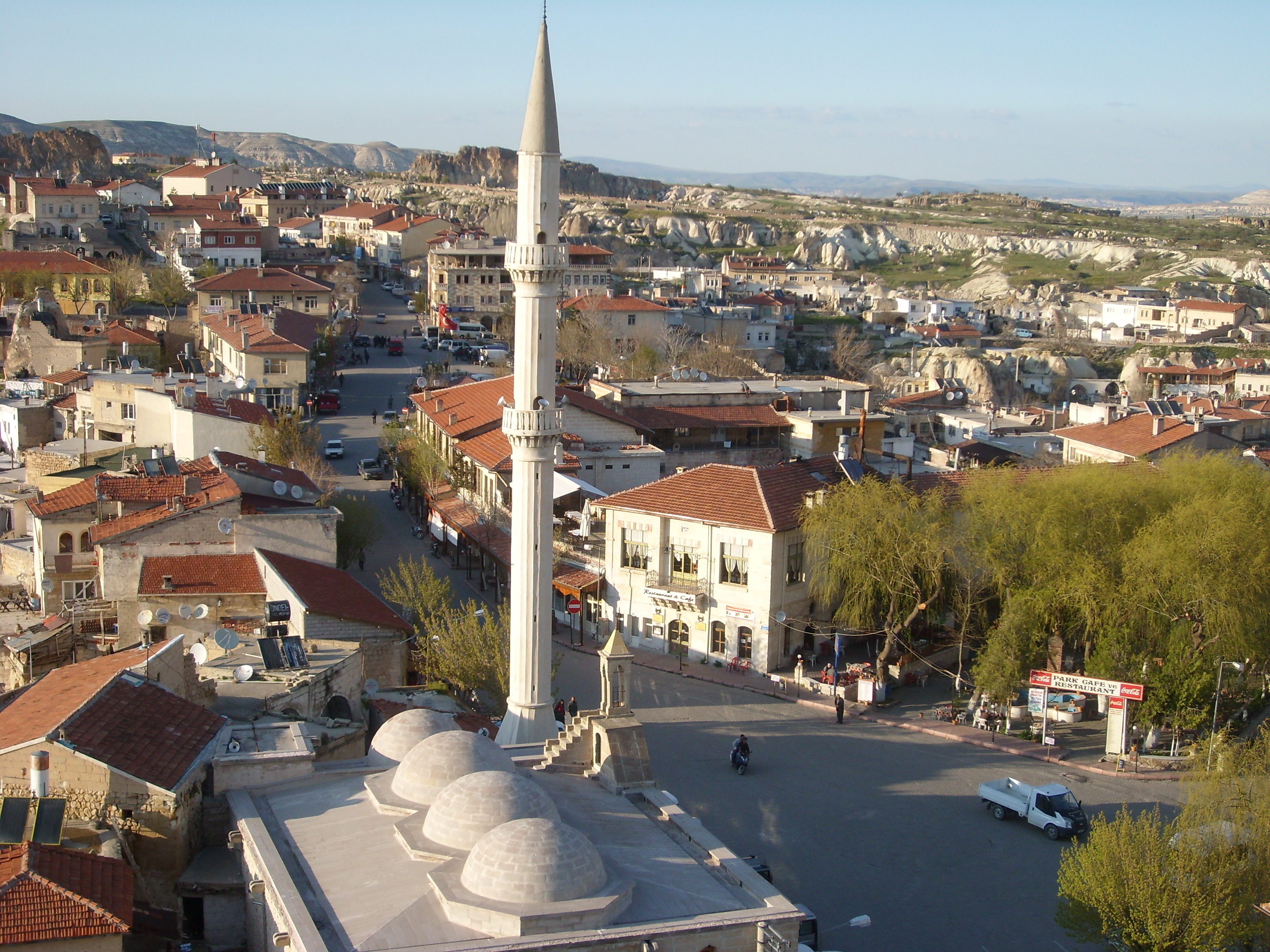
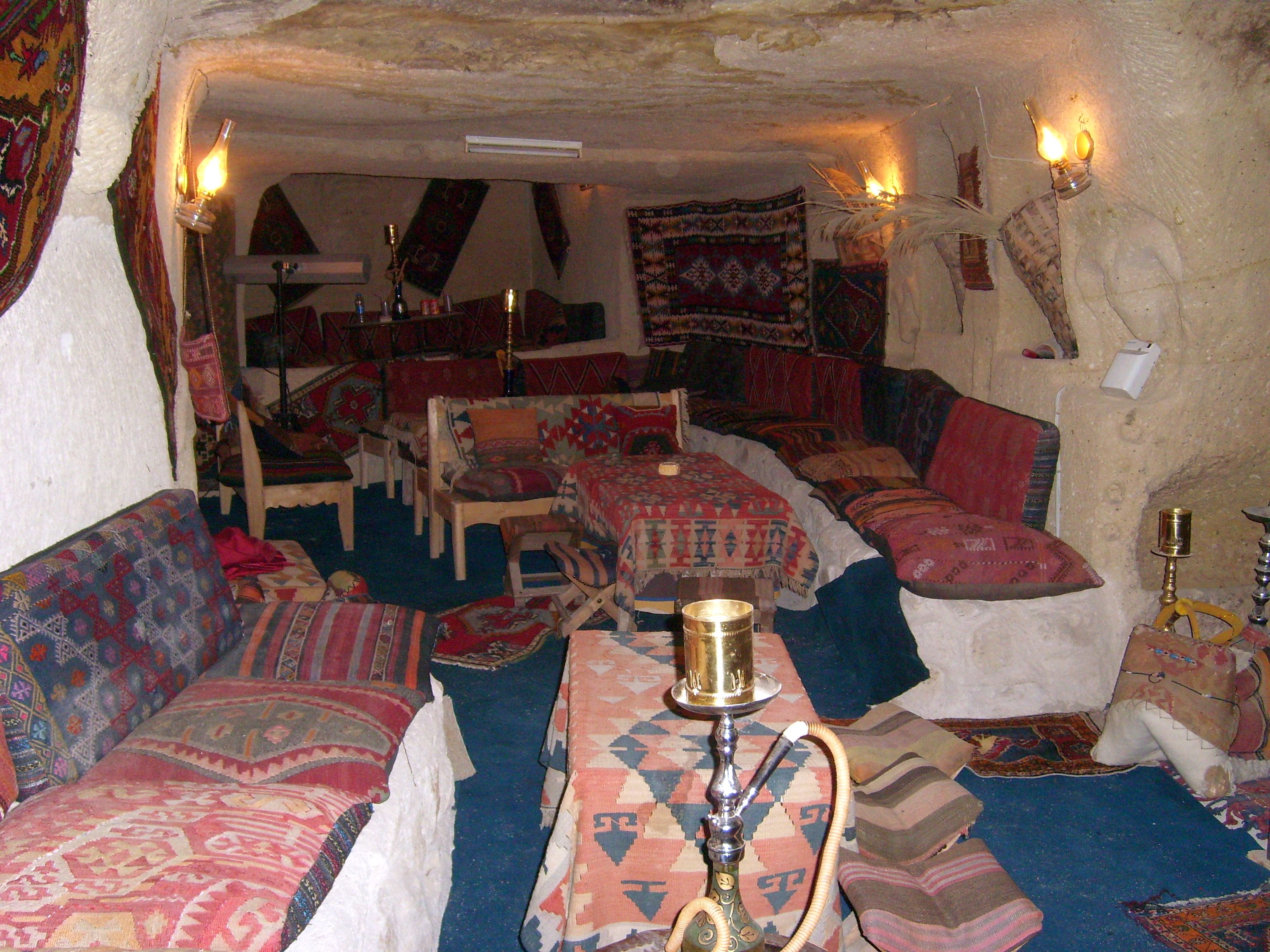
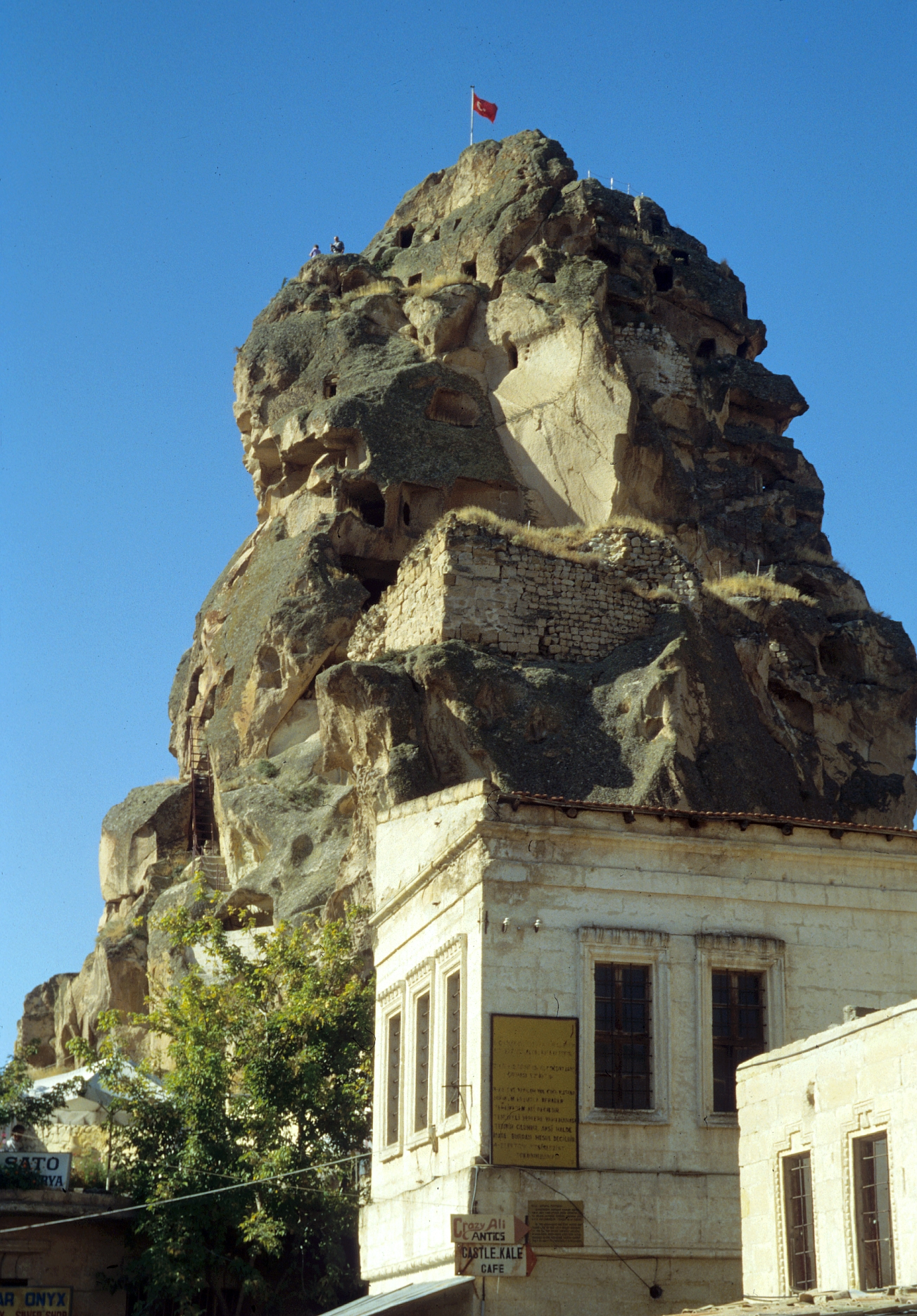
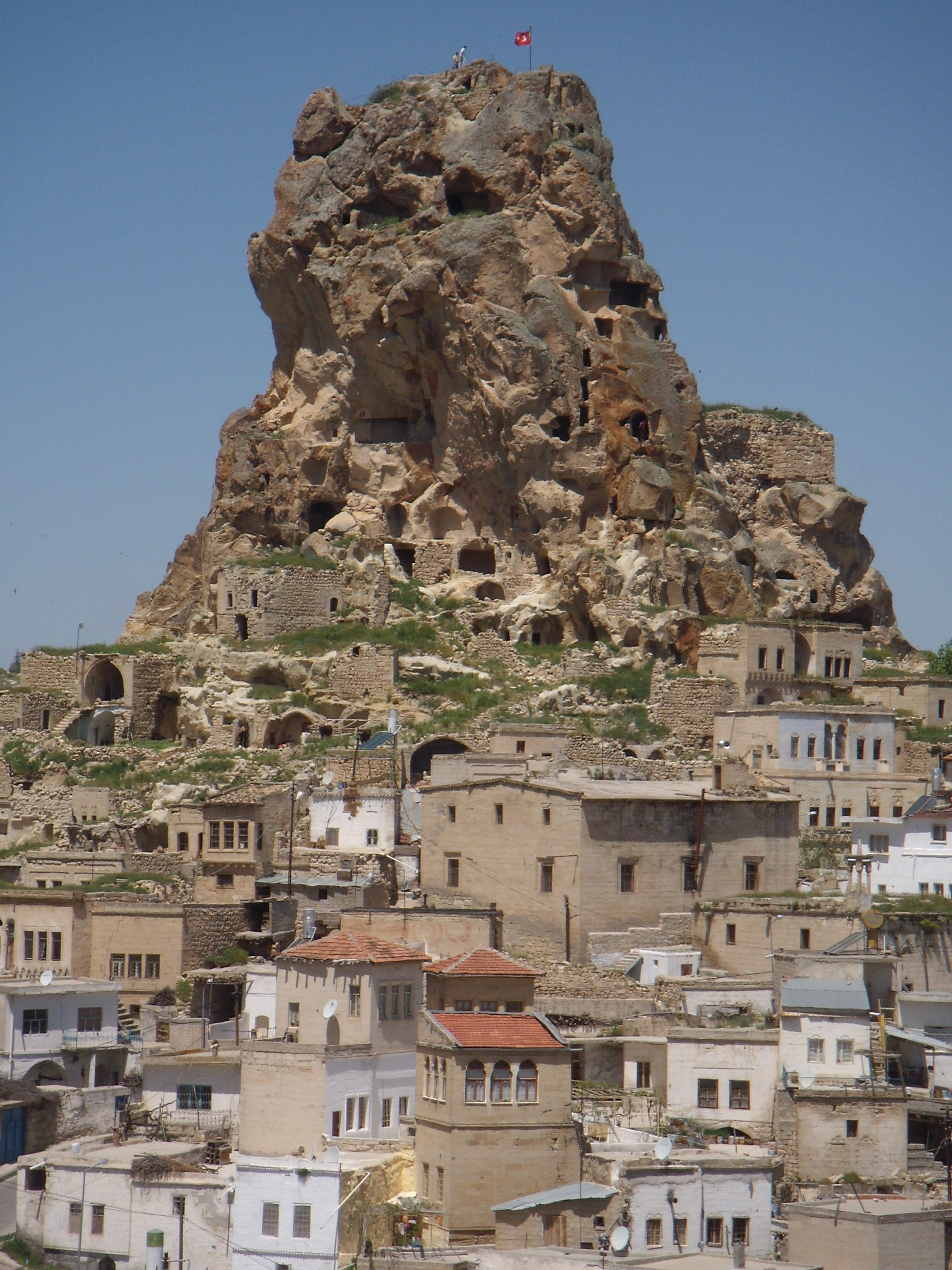
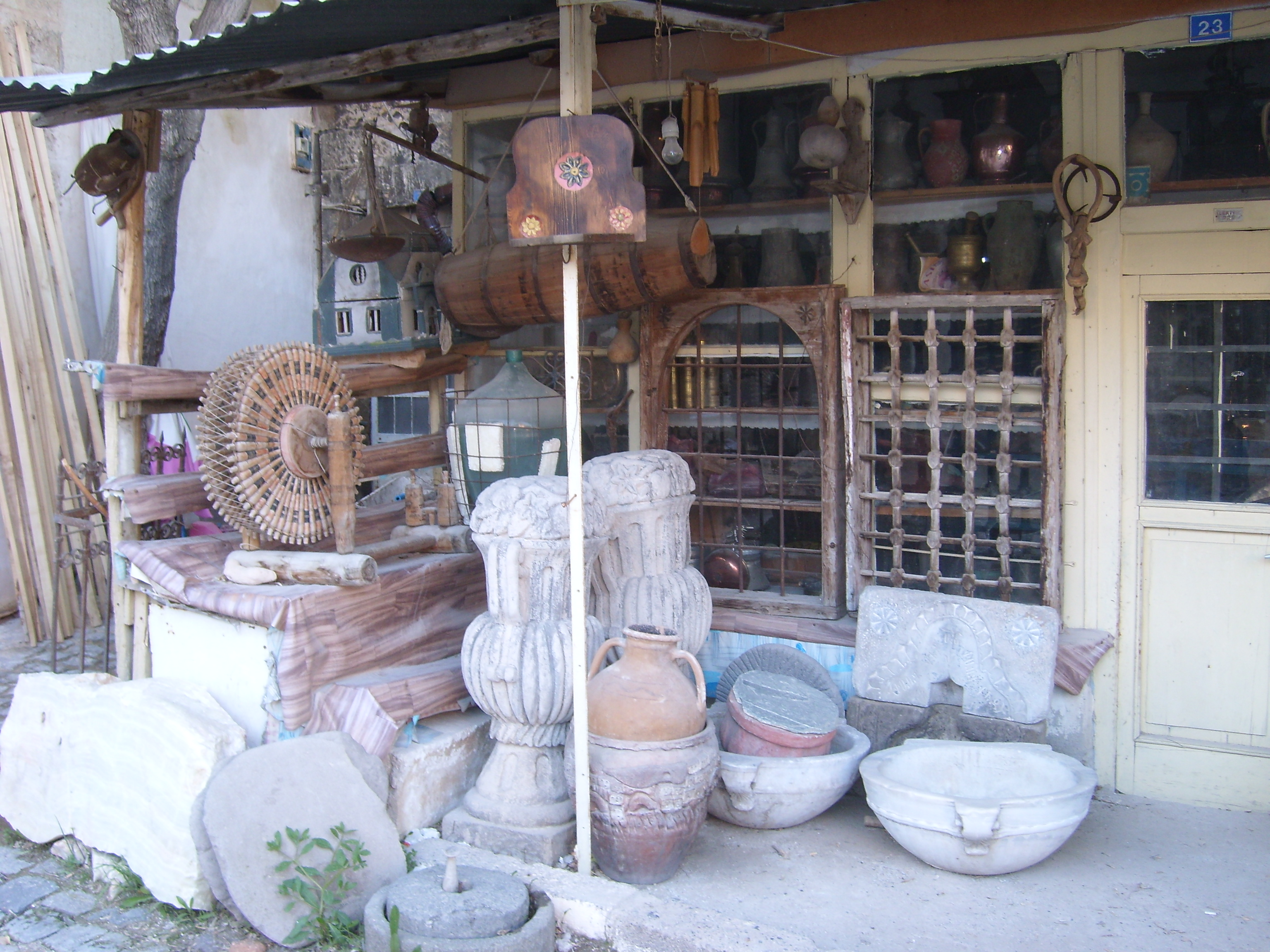
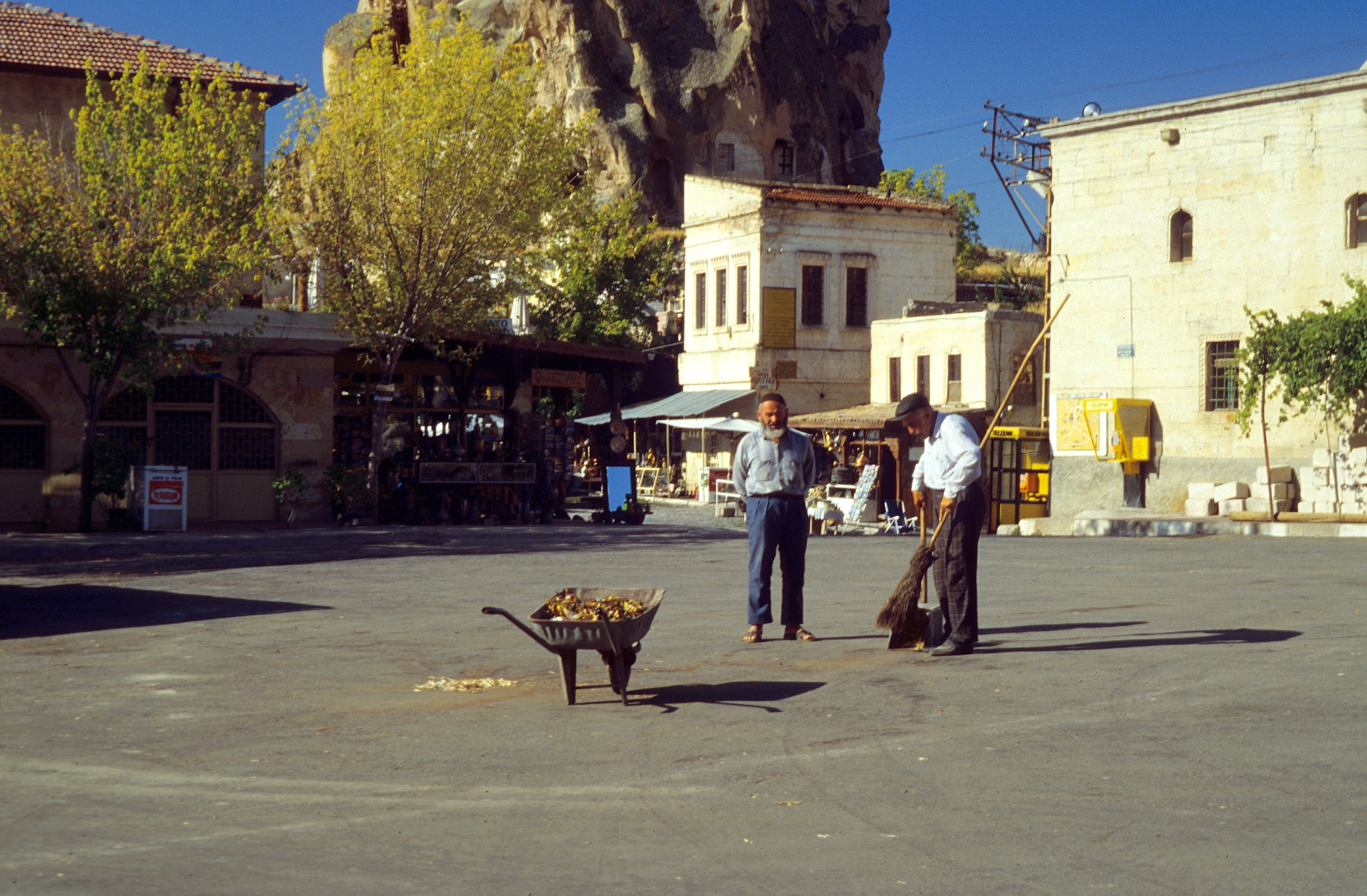